# Friedrich Kuhlbars
Friedrich Kuhlbars (Uniküla, 1841. augusztus 17. – Viljandi, 1924. január 28.) észt költő.

## Élete
Apja iskolai tanár volt. Általános és középiskolai tanulmányait Tartuban végezte, majd 1859-től 1861-ig ugyanitt a német nyelvű tanítóképző hallgatója volt. 1861-ben Gulbenében volt nevelő. 1862 és 1895 közt a viljandi német tannyelvű fiúiskola tanára, majd vezetője lett. 1895-ben az oroszosítási folyamat részeként a cári hatóságok elbocsátották állásából, mivel nem tudott oroszul. Ezután mint szabadúszó író tevékenykedett, sokat foglalkozott az észt mitológiával és helynévkutatással.
Kortársai előtt elsősorban mint költő vált ismertté, költői álneve Villi Andi volt. Munkáiban a német romantika hagyományait követte. Már Lydia Koidula előtt írt idilli, illetve hazafias szellemű észt verseket. 1863-ban jelent meg szülőföldje nyelvjárásában írott Wastse laulo ja kannel című verses gyűjteménye. Híressé váltak férfikórusoknak írt dalszövegei (különösen a Wanemuine ehk Neljakordna Laulu-Lõng, 1870), iskolai énekeskönyvei és gyermekeknek szóló dalszövegei, amelyek az iskolai tananyag részeivé is váltak. 1904-ben Fritz Klüse álnév alatt jelentette meg Vom Ostseestrande című versgyűjteményét. 1919-ben jelent meg Kannel ja mõõk című hazafias versgyűjteménye, melyet az Észt függetlenségi háborúnak szentelt. 1923-ban és 1924-ben Luuletused cím alatt három kötetben jelentek meg összegyűjtött versei. 
A viljandi-i tementőben nyugszik, Uniküla faluban emlékkő áll leégett háza helyén.

## Válogatott munkái
- Wastse laulo ja kannel (1863)
- Laulik koolis ja kodus (1868)
- Vanemuine ehk Neljakordne Laulu-Lõng (1870)
- Viliènde (1877)
- Laste laulik (1899)
- Vom Ostseestrande (1904)
- Kooli kannel (1908)
- Jõulu-pähkled ja teised luuletused (1910)
- Kannel ning mõõk (1919)
- Villi Andi Luuletused I (1923)
- Villi Andi Luuletused II (1923)
- Villi Andi Luuletused III (1924)

## Fordítás
- Ez a szócikk részben vagy egészben  a   Friedrich Kuhlbars című német Wikipédia-szócikk ezen változatának fordításán alapul.  Az eredeti cikk szerkesztőit annak laptörténete sorolja fel. Ez a jelzés csupán a megfogalmazás eredetét és a szerzői jogokat jelzi, nem szolgál a cikkben szereplő információk forrásmegjelöléseként.